# Aralia

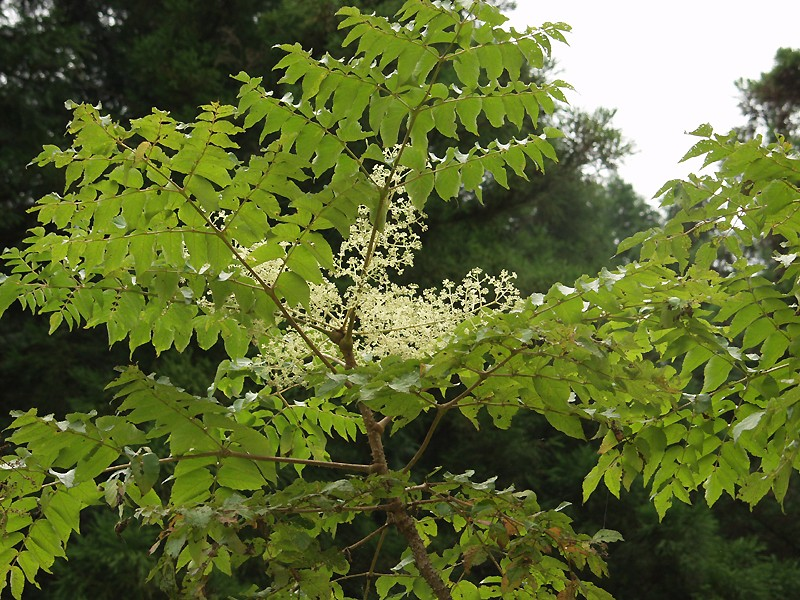
Aralia elata

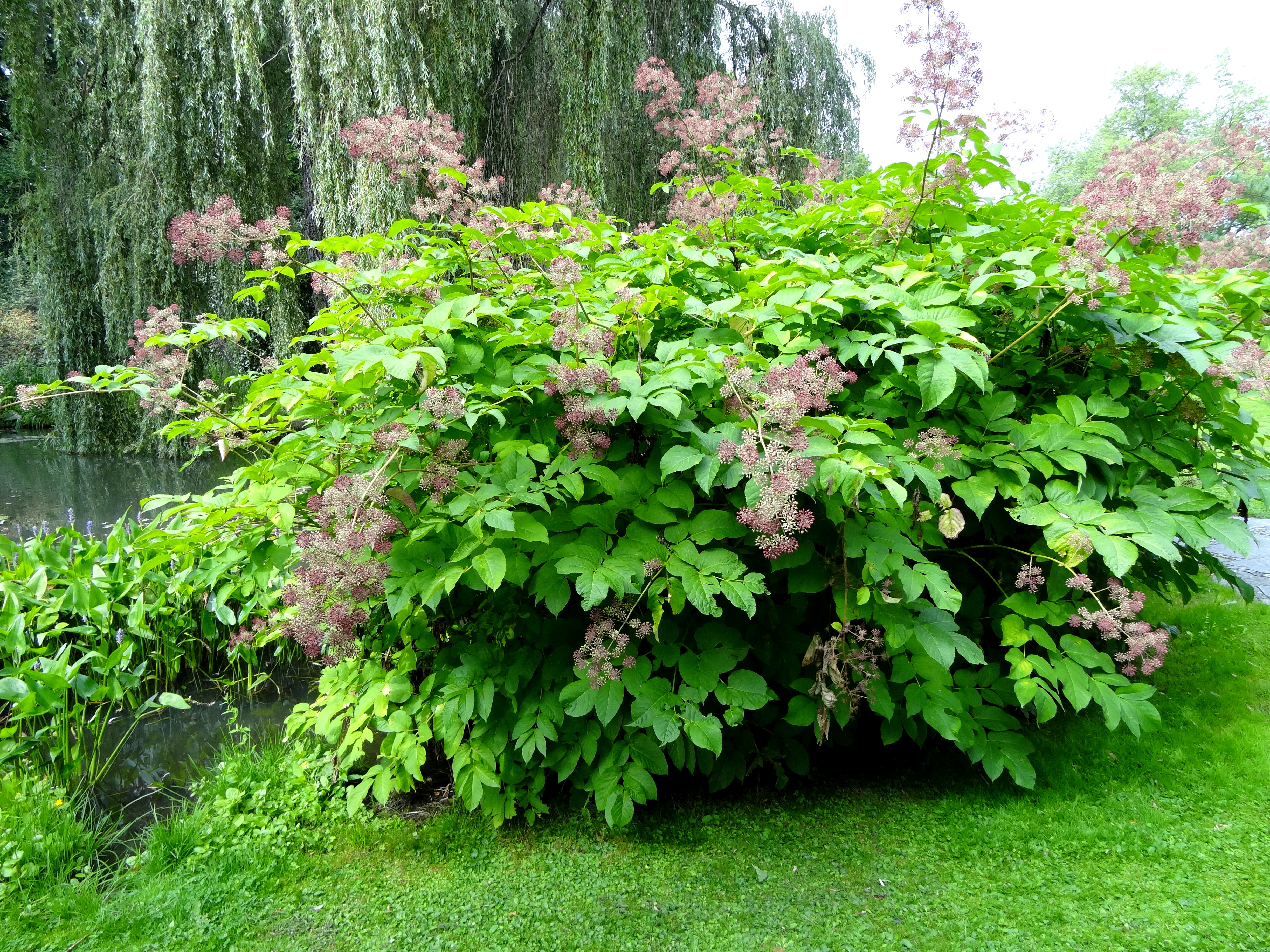
Aralia californica

Aralia, dzięgława (Aralia L.) – rodzaj roślin należący do rodziny araliowatych (Araliaceae). Zalicza się do niego co najmniej 73 gatunki. Występują one w Azji i w obu Amerykach. Rodzaj najbardziej zróżnicowany jest w południowo-wschodniej Azji. W Chinach występuje 29 gatunków, z czego 17 to endemity tego kraju. Rośliny te rosną w lasach, często w lukach i na porębach, także w formacjach zaroślowych.
Aralia wysoka A. elata, rzadziej inne gatunki drzewiaste, uprawiane są jako rośliny ozdobne, cenione dla okazałych liści i obfitego kwitnienia późnym latem. Młodę pędy aralii chińskiej A. chinensis i aralii sercowatej A. cordata są spożywane jako warzywo. Liczne gatunki wykorzystywane są także jako rośliny lecznicze.

## Morfologia

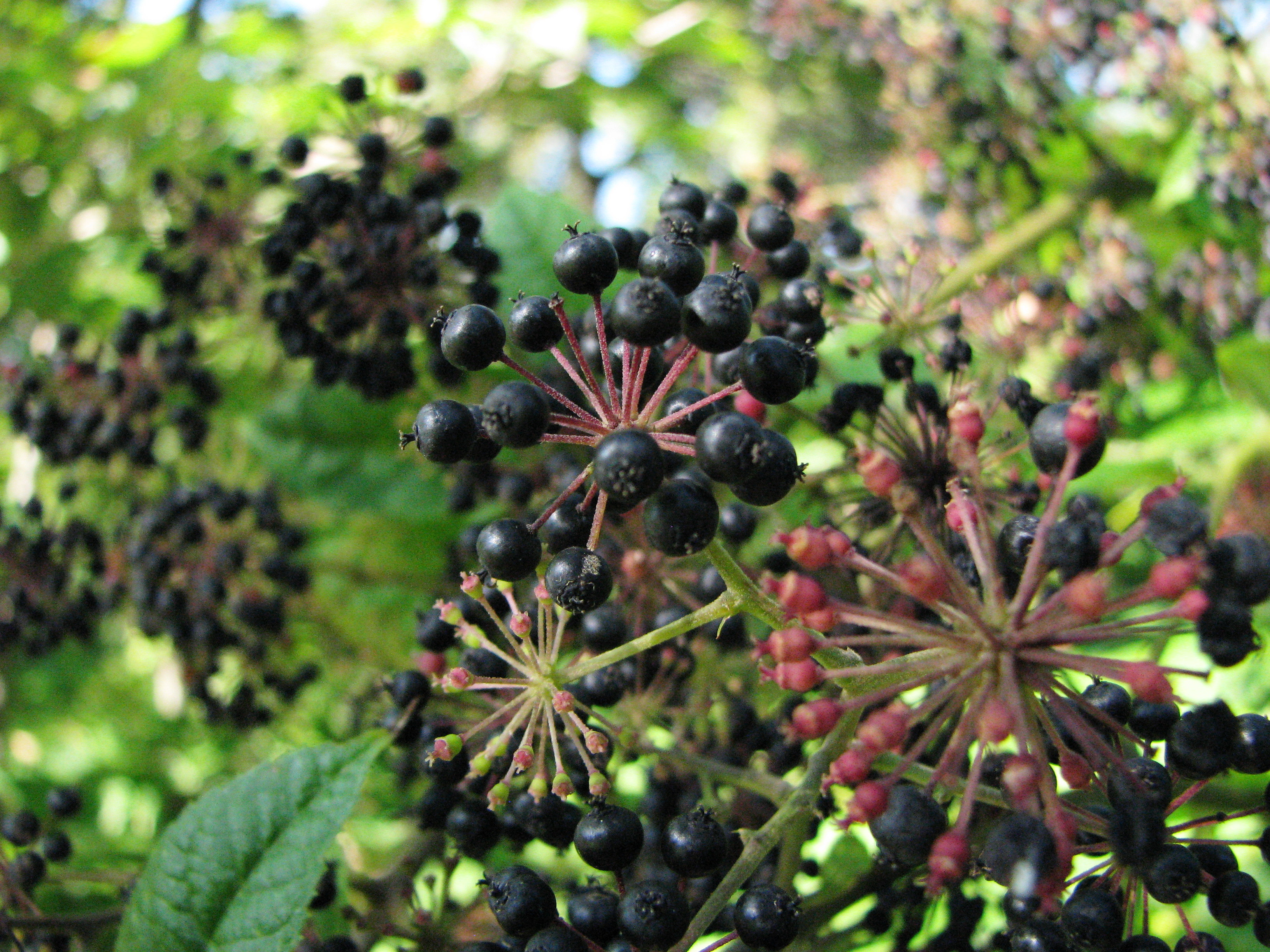
Owoce Aralia continentalis

PokrójW większości okazałe, kłączowe byliny, rzadziej krzewy, półkrzewy i niewysokie drzewa, osiągające do 14 m wysokości. Nieliczne gatunki to pnącza. Pędy aralii są grube, z szerokim, białym rdzeniem, nagie lub owłosione, bardzo często różne części roślin (pnie, pędy, osie liści i nerwy) pokryte są krótkimi kolcami.
LiścieSkrętoległe, u roślin drzewiastych zwykle skupione na końcach pędów. Przylistki zrośnięte z dolną częścią ogonków liściowych. Blaszki liściowe okazałe, do 100 cm długości, pojedynczo, podwójnie lub potrójnie pierzasto złożone. Oś liścia stawowata. Listków 3–20, całobrzegich, drobno piłkowanych, piłkowanych, karbowanych lub falistych na brzegu.
KwiatyDrobne, 5-krotne, obupłciowe lub rozdzielnopłciowe, zebrane w kwiatostany wyrastające na szczytach pędów lub bocznie, zazwyczaj złożone, wiechowate, baldachogroniaste lub baldachowate, składające się z pojedynczych baldaszków, główek, lub gron; rzadziej w kształcie pojedynczych baldachów. Szypułki kwiatowe członowane pod zalążnią. Krawędź kielicha z 5 ząbkami lub równa. Płatków korony 5, w pączku zachodzących na siebie, w dojrzałym kwiecie rozłożonych, białawych lub zielonkawych. Pręcików 5. Zalążnia dolna, tworzona przez 5(6) owocolistków, rzadziej tylko trzy. Szyjek słupka 5 czasem zrośniętych u podstawy.
OwoceKuliste, czasem 3–5-kątne (zwłaszcza po wyschnięciu) jagody (lub pestkowce podobne do jagód), zwykle czarne i niewielkie. Zawierające 2–5 nasion bocznie spłaszczonych.

## Systematyka
Pozycja systematyczna
Rodzaj należący do podrodziny Aralioideae, rodziny araliowatych ((Araliaceae Juss.), rzędu selerowców (Apiales Lindl.), kladu astrowych w obrębie okrytonasiennych.
Wykaz gatunków
- Aralia apioides Hand.-Mazz.
- Aralia armata (Wall. ex G.Don) Seem.
- Aralia atropurpurea Franch.
- Aralia bahiana J.Wen
- Aralia bicrenata Wooton & Standl.
- Aralia bipinnata Blanco
- Aralia cachemirica Decne.
- Aralia caesia Hand.-Mazz.
- Aralia californica S.Watson
- Aralia castanopsiscola (Hayata) J.Wen
- Aralia chinensis L. – aralia chińska
- Aralia continentalis Kitag.
- Aralia cordata Thunb. – aralia sercowata[10]
- Aralia dasyphylla Miq.
- Aralia dasyphylloides (Hand.-Mazz.) J.Wen
- Aralia debilis J.Wen
- Aralia decaisneana Hance
- Aralia delavayi J.Wen
- Aralia devendrae Pusalkar
- Aralia duplex R.Chaves
- Aralia echinocaulis Hand.-Mazz.
- Aralia elata (Miq.) Seem. – aralia wysoka, a. japońska[5]
- Aralia excelsa (Griseb.) J.Wen
- Aralia fargesii Franch.
- Aralia ferox Miq.
- Aralia finlaysoniana (Wall. ex G.Don) Seem.
- Aralia foliolosa Seem. ex C.B.Clarke
- Aralia frodiniana J.Wen
- Aralia gigantea J.Wen
- Aralia gintungensis C.Y.Wu ex K.M.Feng
- Aralia glabra Matsum.
- Aralia glabrifoliolata (C.B.Shang) J.Wen
- Aralia henryi Harms
- Aralia hiepiana J.Wen & Lowry
- Aralia hispida Vent. – aralia szorstka[10], a. szczeciniasta
- Aralia humilis Cav.
- Aralia hypoglauca (C.J.Qi & T.R.Cao) J.Wen & Y.F.Deng
- Aralia indonesica Doweld
- Aralia kansuensis G.Hoo
- Aralia kingdon-wardii J.Wen, Lowry & Esser
- Aralia leschenaultii (DC.) J.Wen
- Aralia malabarica Bedd.
- Aralia melanocarpa (H.Lév.) Lauener
- Aralia merrillii C.B.Shang
- Aralia mexicana (C.B.Shang & X.P.Li) Frodin
- Aralia montana Blume
- Aralia nudicaulis L. – aralia bezbronna
- Aralia officinalis Z.Z.Wang
- Aralia parasitica (D.Don) Buch.-Ham. ex Otto
- Aralia plumosa H.L.Li
- Aralia racemosa L. – aralia groniasta[10][5]
- Aralia regeliana Marchal
- Aralia rex (Ekman) J.Wen
- Aralia scaberula G.Hoo
- Aralia scopulorum Brandegee
- Aralia searelliana Dunn
- Aralia soratensis Marchal
- Aralia spinifolia Merr.
- Aralia spinosa L. – aralia kolczasta
- Aralia stellata (King) J.Wen
- Aralia stipulata Franch.
- Aralia subcordata (Wall. ex G.Don) J.Wen
- Aralia thomsonii Seem. ex C.B.Clarke
- Aralia tibetana G.Hoo
- Aralia tomentella Franch.
- Aralia undulata Hand.-Mazz.
- Aralia urticifolia Blume ex Miq.
- Aralia verticillata (Dunn) J.Wen
- Aralia vietnamensis Ha
- Aralia wangshanensis (W.C.Cheng) Y.F.Deng
- Aralia warmingiana (Marchal) J.Wen
- Aralia wilsonii Harms
- Aralia yunnanensis Franch.